# Sântămăria-Orlea (gmina)
Sântămăria-Orlea – gmina w Rumunii, w okręgu Hunedoara. Obejmuje miejscowości Balomir, Bărăștii Hațegului, Bucium-Orlea, Ciopeia, Săcel, Sânpetru, Sântămăria-Orlea, Subcetate i Vadu. W 2011 roku liczyła 3251 mieszkańców.